# 30 Days of Night: Dark Days
30 Days of Night: Dark Days é a sequência do filme 30 Days of Night.